# Битка за Кьонигсберг
Битката за Кьонигсберг е сред последните операции на Източния фронт по време на съветското настъпление във Втората световна война. Обсадата на града започва в края на януари и завършва в началото на април 1945 г. Финалната руска офанзива започва на 6 април и завършва на 9 април с победата на СССР.

## Начало: Офанзива в Източна Прусия
Офанзивата в Източна Прусия е планирана от Ставката, за да бъдат предотвратени флангови атаки по пътя за Берлин. За осъществяването на това помагат многобройните съветски войски в Източна Прусия. При планирането на офанзивата Йосиф Сталин заповядва на Константин Рокосовски да унищожи силите на Вермахта, обкръжени там.
На 13 януари 1945 г. почти 1,5 млн. войници, подпомагани от няколко хиляди танка и самолета, навлизат в Източна Прусия, съставляваща огромна мрежа от укрепления, отбранителни линии и минни полета. Отначало офанзивата се оказва провал. Войските на Червената армия напредват само 1,5 километра през първия ден, през само 3 отбранителни реда. За пет дни съветските войски напредват с още 20 километра, но все още не могат да пробият германските отбранителни линии.
След преодоляването на началните трудности съветското настъпление започва бързо да напредва и на 24 януари достига до Кьонигсбергския залив на Балтийско море, като успява да прекъсне комуникациите на немските сили в Източна Прусия с Германия, което принуждава германците да отстъпят своята власт по бреговете на морето в ръцете на Съветския съюз.

## Обсада
На 25 януари 1945 г. Хитлер преименува трите групи армии. Група армии „Север“ става група армии „Курландия“, която е отрязана от другите армии и хваната в капан в Курландия, група армии „Център“ става група армии „Север“, а група армии „А“ става група армии „Център“.
Към края на януари 1945 г. войските от 3-ти Беларуски фронт обсаждат Кьонигсберг, като хващат в капан 3-та танкова армия и близо 200 000 цивилни в града. Условията в града по време на обсадата са доста оскъдни, така че цивилните са изправени пред три еднакво страшни избора:
1. Да останат в града и да гладуват – по време на обсадата дажбите са намалени до 180 грама хляб дневно.
2. Да пресекат фронтовата линия, да се предадат и да разчитат на милостта на съветските войски.
3. Да минат по леда на залива Фришес Хаф до Пилау с надеждата там да намерят кораб, който да ги евакуира.

Хиляди цивилни решават да се покажат на фронта и да се предадат, обаче 2000 жени и деца дневно решават да бягат през залива. При завръщането си от Берлин Ерих Кох избира да остане в сравнително по-безопасния Пилау, за да организира евакуацията, вместо да се върне в Кьонигсберг. Първата евакуация бива извършена на 29 януари и безопасно са евакуирани 1800 цивилни и 1200 ранени. През февруари немските сили започват отчаяна борба за възстановяването на връзките си със Самланд, но съветските войници изцяло прекъсват връзките на града.
На 19 февруари 3-та танкова армия и 4-та армия атакуват крайбрежния град Пилау и успяват да отворят коридор между Кьонигсберг и Пилау. Водени от 1-ва пехотна дивизия и пленен съветски танк Т-34, целта на немските сили е да достигнат до 28-и корпус, командван от Ханс Голник, който е превзел жизненоважния Пилау и други градове по крайбрежието на залива. След превземането на Метгетен, 5-а танкова дивизия също се присъединява към 28-и корпус. Този пробив втвърдява немската защита до април и подпомага евакуирането през Пилау. Този период бива наречен „Първата обсада на Кьонигсберг“.
През март ситуацията се стабилизира – фронтът, който се премества стотици километра на запад, приема много по-нисък приоритет за Съветския съюз. Дори гарнизонът на града е цял и не показва никакви признаци за предаване. Накрая Съветското командване решава да осъществи нападение над града, а не продължаване на обсадата.

## Подготовка за нападение
Нападението над Кьонигсберг не се е очертавало да бъде лесно за съветските войски. В града има пет дивизии с численост от близо 130 000 войници, а и вътрешността на града е съставена от петнадесет форта, свързани с тунели по между си. Немските сили все още имат връзки с областта до Кьонигсбергския залив. За да бъде превзет градът, първо трябва да бъдат спрени тези връзки. Немската военна група Самланд има възможността да контраатакува съветските войски в стремежа си да прекъснат връзките.
Според Уинстън Чърчил Кьонигсберг е една „съвременна силно защитена крепост“. Три концентрични пръстена укрепления обграждат града: външният пръстен е подсилен от дванадесет форта извън града, средният пръстен в предградията и вътрешната част на града – укрепление за противотанкова защита, барикади, мини и още няколко форта.
За да пробият тази защита, съветското командване планира да предаде тежестта на атаката върху авиацията и артилерията – на места артилерията наброява 250 оръдия на километър фронта. Също така, немските войници са подложени на пропаганда, но безуспешно.
След четири дневна артилерийска подготовка, нападението започва на 6 април 1945 г. Щурмът е планиран да бъде звездообразен. Войските трябва да нападнат от много точки около периметъра и да се срещнат в центъра на града, отделяйки останалите защитници отделени без възможност за взаимопомощ. Има два основни фронта – Северен (39-а и 43-та армии) и Южен (11-а гвардейска армия).

## Нападение

### Ден първи: 6 април 1945
В южната част на фронта атаката започвана на зазоряване със силен артилерийски обстрел, продължаващ три часа. Съветските дивизии лесно преминават първата защитна линия, поради факта, че защитниците до голяма степен са елиминирани, а остатъка е деморализиран от няколко дневния обстрел. До пладне съветските войски достигат до втората отбранителна линия, но срещат по-силна съпротива и биват принудени да използват резервите си. Три часа по-късно втората защитна линия е преодоляна на няколко места.
Един от най-жестоките сблъсъци по време на битката се разиграва близо до осми форт. Построен в края на XIX век и модернизиран, той има дебели стени, значителна огнева мощ и е заобиколен от дълбок ров, правещ прекия щурм почти невъзможен. Въпреки силния артилерийски обстрел, защитниците му предотвратяват всякакви опити за доближаване до стените. Съветските войски могат да достиганат рововете само по здрач и да започнат, да използват експлозиви за пробиването на стените.
Следобед, съветските атаки се развиват бавно, особено на десния фланг. Изпратените по западните предградия немски войски предприемат няколко флангови атаки. Пети форт, посочван за най-добре укрепеният, оформя силна съпротива. Съветските генерали решават да го обсадят и да се подготвят за ново нападение. Настъпването на нощта позволява и на двете страни да прегрупират войниците и линиите си, и да доведат нови резерви на бойното поле. Резултатът от сраженията след края на първия ден е смесен. Този първи ден за съветското командване е разочароващ. Духът на защитниците е паднал, войници и дори офицерски чинове се предават периодично.
През този първи ден от нападението, лошото време не позволява на съветските войски да използват артилерията си с точността, която биха искали. Освен това, дори укрепен, теренът, който е завладян от съветските войници през този ден не е плътно населен, както центърът.

### Ден втори: 7 април 1945
През нощта немските сили организират няколко контраатаки, използвайки последните си резерви. Въпреки тежките загуби от двете страни, атаките биват отблъснати. Още дузина такива атаки биват организирани от немците в опит да се достигне самландската група
По-добрите метеорологични условия дават възможност на Червената армия да осъществява бомбардировките си по-успешно. Няколкостотин съветски бомбардировача, поддържани от самолети на Балтийския флот бомбардират центъра и предмостията на града.
Междувременно, осми форт, блокирана от съветските войски, представлява главната съпротива на града. След няколко неуспешни съветски атаки бива разработен по-изкусен план. Използвайки димни завеси да прикрият приближаването си и огнехвъргачки да отслабят защитата, няколкостотин войника успяват да прекосят рова и да влязат в крепостта, започвайки ожесточен близък бой. След като външната защита е отслабена, започва мощен фронтален щурм. Щурмът е успешен и остатъка от защитници се предават.
През деня частите на 11-а гвардейска армия се опитват да достигнат река Прегел, отстранявайки цялата съпротива на южния бряг. Напредването ѝ е забавено в централната област на града, където всяка сграда трябва да бъде разрушено, заедно със защитниците си. Особено жестока схватка се разиграва в жп гарата, където всеки вагон се превръща в огнева точка и съветските войски трябва да използват бронирани машини и огнева поддръжка, за да имат възможност да напреднат с цената на много жертви. Чак на мръкване района е напълно превзет, позволявайки на нападателите да достигнат третия пръстен.
На север, пети форт се оказва голяма пречка. Но накрая съветските сапьори успяват да сложат експлозиви в основите на стените и да влязат в укреплението. Отново се започват ожесточен близък бой, който продължава чак до сутринта, когато се предават и последните защитници.
В края на деня, виждайки, че съпротивата е безсмислена, Ото Лаш, главнокомандващ на защитата, се свързва с Хитлер. Според Лаш положението на града е безнадеждно и трябва да се предадат. Хитлер обаче е напълно несъгласен. Бийте се до последния войник – гласи неговият отговор.

### Ден трети: 8 април 1945
През нощта 11-а гвардейска армия преминава реката и до изгрев е създадено предмостие с отсрещния бряг, въпрекия вражеския огън. Продължавайки да настъпват в северна посока се свързват със северните войски, напълно обграждайки и отрязвайки самландската група от града.
Следобед маршал Александър Василевски отново призовава защитниците да се предадат. Германците отказват и организират отчаяни пробиви на обкръжението, атакувайки от градския център и самландското предмостие. Единият пробив успява с няколко километра, но е спрян от съветската армия. Липсата на въздушна отбрана позволява на съветските щурмови бомбардировачи да убият множество немски войници. По време на обсадата съветската авиация се оказва много ефективна.
След края на деня се разбира, че всякакви опити да се пробие обкръжението на самландската група са безсмислени. Победата е невъзможна за германците, поради това, че около 40 000 защитници са обсадени в центъра на града, подложени на постоянен артилерийски обстрел.

### Ден четвърти: 9 април 1945
През последния ден от битката, обсадените немски защитници биват преодолени и защитата почти се е разпаднала. Осъзнавайки, че съпротивата е безсмислена, Ото Лаш, по свое решение, изпраща няколко войника да преговарят условията за предаване. Посланиците преминават съветските линии и после биват изпратени в бункера на Лаш. Скоро след полунощ предаването е потвърдено.

## Последици
Повече от 80% от града е унищожен, първо от съветската авиация през август 1944 г., а после - през април 1945 г. Почти всички германски жители на града - близо 200 хил. от общо 316 хил. - са изселени от града, а останалите 120 хиляди са подложени на геноцид чрез глад и болести, в който умират 90 хиляди. След войната името на града е сменено от Кьонигсберг на Калининград и той е присъединен към РСФСР от СССР (днешна Русия). Тази територия днес е позната като Калининградска област.